# Koschewoje (Kaliningrad, Prawdinsk)
Koschewoje (russ. Кошевое, dt. Lisettenfeld) ist ein Ort in der Oblast Kaliningrad. Er gehört zur Domnowskoje selskoje posselenije im Rajon Prawdinsk.

## Geographische Lage
Koschewoje liegt neun Kilometer westlich von Prawdinsk (Friedland) an der russischen Fernstraße A 196, der ehemaligen Reichsstraße 131. Im Ort endet eine von Gruschewka (Sommerfeld) herkommende Nebenstraße. Eine Bahnanbindung besteht nicht.

## Geschichte
Das Gut Lisettenfeld war im Besitz der Familie Perkuhn. In der Umgegend besaß sie zuletzt elf  Gutshöfe mit 1.052 Hektar. Lisettenfeld
wurde am 11. Juni 1874 Namensgeber für den neuen Amtsbezirk im Kreis Friedland.
Der Amtsbezirk Lisettenfeld lag im Regierungsbezirk Königsberg und bestand aus den  preußischen Landgemeinden Schwönau (russisch: Perewalowo, heute nicht mehr existent), Sommerfeld (Gruschewka) und Stockheim (Saizewo) sowie die Gutsbezirke Lisettenfeld (Koschewoje) und Sommerfeld (Gruschewka).
Im Jahre 1910 lebten im Gutsbezirk Lisettenfeld 99 Einwohner. Am 30. September 1928 gab Lisettenfeld seine Selbständigkeit auf und wurde in die Landgemeinde Stockheim (Saizewo) eingegliedert. Der Amtsbezirk wurde am 4. Mai 1930 in „Amtsbezirk Schwönau“ umbenannt.
1945 kam Lisettenfeld mit dem nördlichen Ostpreußen zur Sowjetunion und erhielt 1950 die Bezeichnung „Koschewoje“. Bis zum Jahr 2009 war der Ort in den Poretschenski sowjet (Dorfsowjet Poretschje (Allenau)) eingegliedert und ist seither – aufgrund einer Struktur- und Verwaltungsreform – eine als „Siedlung“ (russisch: possjolok) eingestufte Ortschaft in der Domnowskoje selskoje poselenije (Landgemeinde Domnowo (Domnau)) im Rajon Prawdinsk.

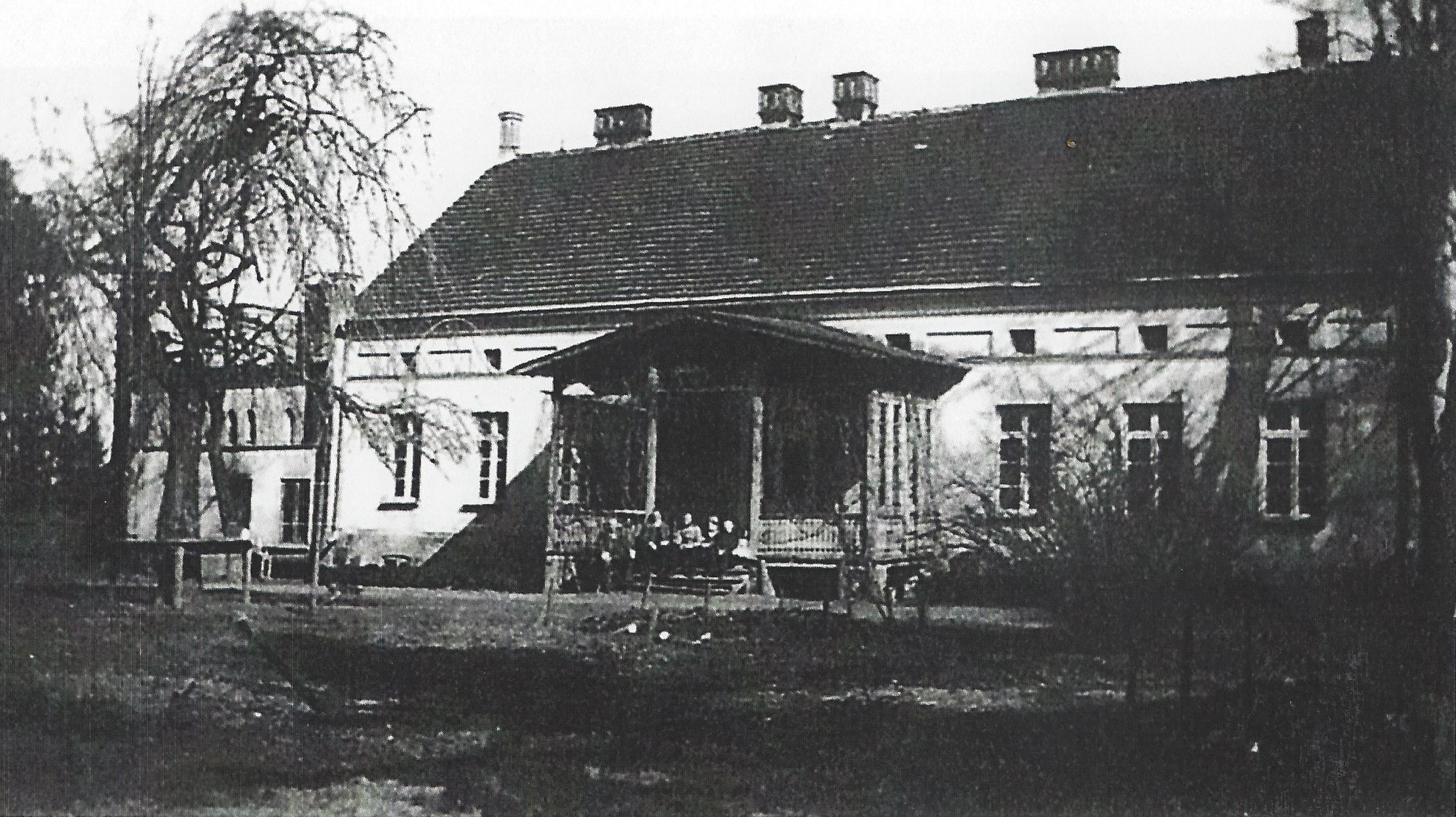
Gutshaus Lisettenfeld
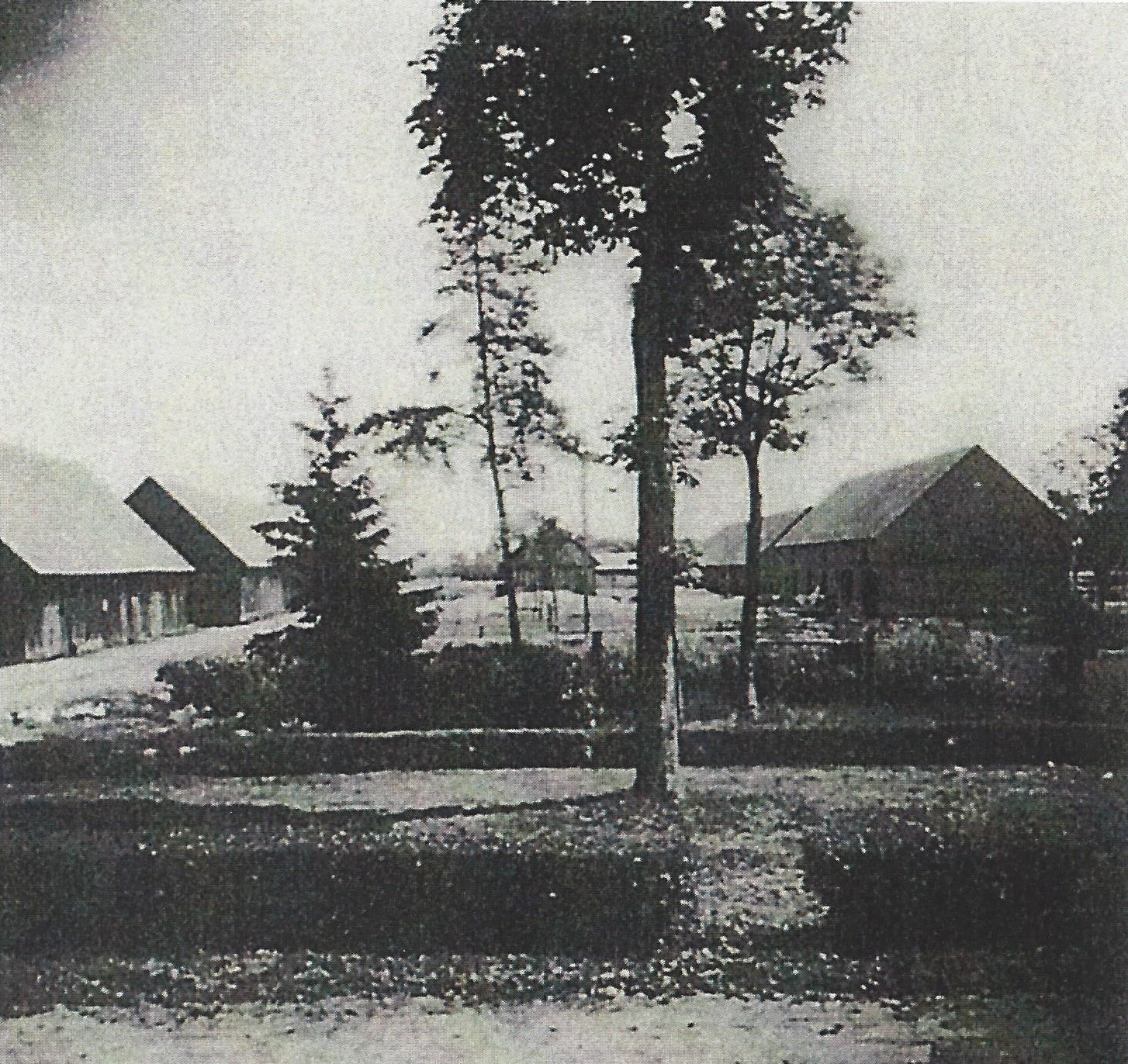
Gutshof Lisettenfeld

## Kirche
Vor 1945 war die Bevölkerung Lisettenfelds fast ausnahmslos evangelischer Konfession. Der Ort war in das Kirchspiel Stockheim (russisch: Saizewo) eingegliedert, das zum Kirchenkreis Friedland (heute russisch: Prawdinsk), danach zum Kirchenkreis Bartenstein (heute polnisch: Bartoszyce) in der Kirchenprovinz Ostpreußen der Kirche der Altpreußischen Union gehörte. Letzter deutscher Geistlicher war Pfarrer Ernst Mölleken.
Heute liegt Koschewoje im Einzugsbereich der Kirchengemeinde in Domnowo (Domnau), die eine Filialgemeinde der Auferstehungskirche in Kaliningrad (Königsberg) ist. Sie gehört zur Propstei Kaliningrad in der Evangelisch-Lutherischen Kirche Europäisches Russland (ELKER).

## Persönlichkeit
- Edwin Perkuhn (* 23. Mai 1861 in Lisettenfeld), deutscher Tier- und Landschaftsmaler († 1943/1944)